# گمینا میکووایکی
گمینا میکووایکی (به لهستانی:  Gmina Mikołajki) یک گمینا در لهستان است که در شهرستان مرانگووو واقع شده‌است. گمینا میکووایکی ۲۵۶٫۴۱ کیلومتر مربع مساحت و ۸٬۴۳۵ نفر جمعیت دارد.